# Kożuun sut-cholski
Kużuun sut-cholski (ros. Сут-Хольский кожуун) – kożuun (jednostka podziału administracyjnego w Tuwie, odpowiadająca rejonowi w innych częściach Rosji) w południowej części autonomicznej rosyjskiej republiki Tuwy.
Kużuun sut-cholski zamieszkuje 8.468 mieszkańców (1 stycznia 2006 r.); całość populacji stanowi ludność wiejska, gdyż na tym obszarze nie ma miast
Ośrodkiem administracyjnym tej jednostki podziału terytorialnego jest wieś Sug-Aksy, do 1991 r. nosząca nazwę Sut-Chol.